# Partido de Centro Democrático
El Partido de Centro Democrático (PCD) fue un partido político mexicano que existió de 1999 a 2000, fue fundado por el expriista Manuel Camacho Solís, solo participó en las elecciones de 2000 en las cuales perdió el registro.
Como lo dice su nombre, el PCD fue un partido que se definía como de centro, fue fundado alrededor de la figura de Camacho Solís quien fue su único dirigente y candidato presidencial, nunca logró tener presencia política verdadera y ocupó el último lugar en las preferencias electorales en las Elecciones de 2000 por lo cual perdió el registro, en las elecciones para Jefe de Gobierno del Distrito Federal su candidato Marcelo Ebrard ya había declinado en favor del perredista Andrés Manuel López Obrador.
Conservó su registro en Tlaxcala unos años más, donde con el nombre de Partido de Centro Democrático de Tlaxcala (PCDT) participó en alianza con el Partido Acción Nacional triunfando el candidato de esta alianza Héctor Ortiz Ortiz. Hoy ya no existe siquiera en Tlaxcala.

## Presidentes del PCD
- (1999 - 2000): Manuel Camacho Solís

## Resultados electorales

### Presidente de la República
| Elección | Candidato            | Votos   | Porcentaje      | Resultado |
| -------- | -------------------- | ------- | --------------- | --------- |
| 2000     | Manuel Camacho Solís | 206 589 | \| \| 0.55 % \| | Pierde    |
|          | 0.55 %               |         |                 |           |

### Diputados federales
| Elección | Votos   | Porcentaje      | Diputados |
| -------- | ------- | --------------- | --------- |
| 2000     | 427 233 | \| \| 1.15 % \| | 0/500     |
|          | 1.15 %  |                 |           |

### Senadores de la República
| Elección | Votos   | Porcentaje      | Senadores |
| -------- | ------- | --------------- | --------- |
| 2000     | 518 744 | \| \| 1.39 % \| | 0/128     |
|          | 1.39 %  |                 |           |